# 明治学院大学
明治学院大学（めいじがくいんだいがく、英語: Meiji Gakuin University）は、東京都港区白金台一丁目2番37号に本部を置く日本の私立大学。1863年創立、1949年大学設置。大学の略称は英称MGU、明学（めいがく）。

## 概観

### 大学全体

創立者J.C.ヘボン像

ジェームス・カーティス・ヘボンが横浜で開いた「ヘボン塾」を起源とする、日本最古のキリスト教主義学校（ミッションスクール）である。1949年に新制大学として発足し、6学部15学科、7研究科を擁する純文系の大学となった後、2024年（令和6年）4月、初の理系学部「情報数理学部」を新設した。

### 名称の由来
1886年（明治19年）の東京一致神学校、東京一致英和学校、英和予備校の合同時に新校名として「一致学院」「共同学院」「明治共立学院」の3案が示され、同年6月21日の理事会で議論を重ねた結果、植村正久が提案した明治学院を採用することに決定した。
「明治学院」の意味するところは「明けき政治の時代の学問の学校、即ち明けき政治の学校」であり、後年編纂された『明治学院九十年史』は「明治の時代における学問の殿堂の意で『明治学院』はまさに明治文化の中に輝くキリスト教教育の代表的学園」と評している。

### 建学の精神（校訓・理念・学是）
建学の精神として「キリスト教主義教育」を掲げ、キリスト教による人格教育を実践している。
また、教育の理念として Do for Others（他者への貢献）を掲げている。これは、新約聖書の Do for others what you want them to do for you. という部分から引用されたもので、創設者であるヘボンの信念をよく表す言葉とされている。

### 学風および特色
ボランティア、海外でのフィールドワーク、長期の協定留学、就業インターンシップなどの講座やイベントが充実している。毎年11月頃に開催される学園祭『白金祭』では、ミス・コンテストが催される。

## 基礎データ

### 所在地
- 白金キャンパス（東京都港区白金台1-2-37）
- 横浜キャンパス（横浜市戸塚区上倉田町1518）

### 象徴
明治学院大学では社会との関係をより深めるため 2004年10月にブランディングプロジェクトを発足した。

#### スクールカラー
スクールカラーは黄色である。2005年1月に「ブランディングプロジェクト」の一環として、チャペルのステンドグラスやインブリー館内部の壁色として古くから学生などに親しまれている黄色を、アートディレクター佐藤可士和の提案により制定する。黄色の持つ明るさ、優しさ、生命力、自立、希望のイメージに、他者を照らす光のような存在として "Do for Others" を実践する意志と願いが象徴され、構内のゴミ箱、掲示板、学生証、大学グッズなどが統一色である。

#### ロゴマーク
ロゴマークは英文ロゴタイプ同様、ジョナサン・バーンブルックによってチャールズ・マンソンをイメージして作られたMansonフォントにより構成されている。佐藤は「伝統の精神に、現代の息吹を吹き込んだイメージを表現している」としている。
- 校旗（パレット・ゾーンにて）
- 黄色一色に統一されたゴミ箱

#### 校歌
1906年に島崎藤村作詞、前田久八作曲による校歌を制定した。THE ALFEEが記念行事で歌った校歌（高見沢俊彦編曲）を収めたCDが、明治学院にて限定発売され、THE ALFEEのベストアルバム「THE ALFEE SINGLE HISTORY VOL.VI 2002-2008」にも収められている。

#### 文化財
白金キャンパス構内には明治から大正にかけて建築された3棟の建物が残されており、文化財に指定されている。
- インブリー館（1889年ごろ創建）
  - 設計者：不明
  - 国の重要文化財（明治学院旧宣教師館）

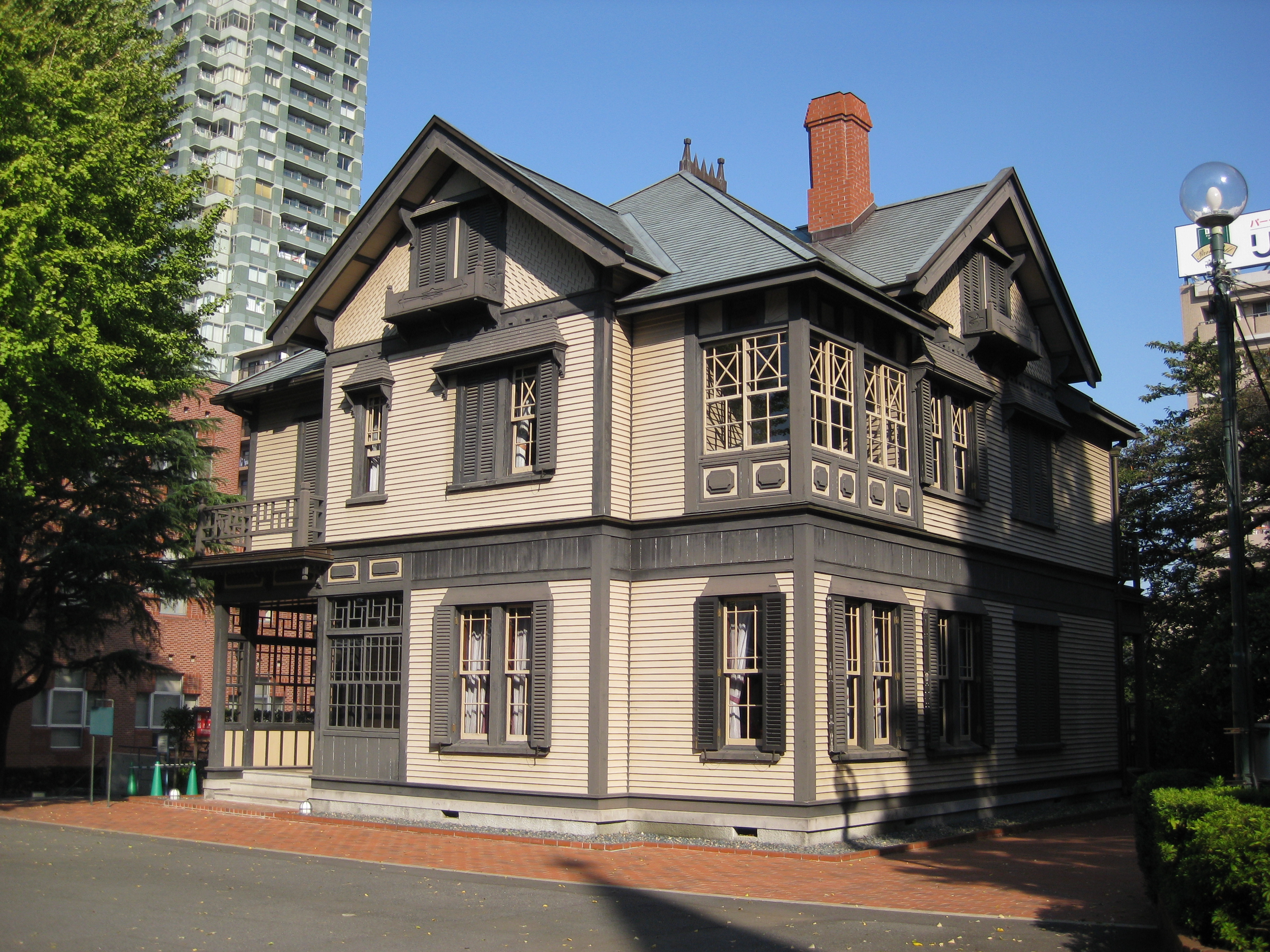
インブリー館

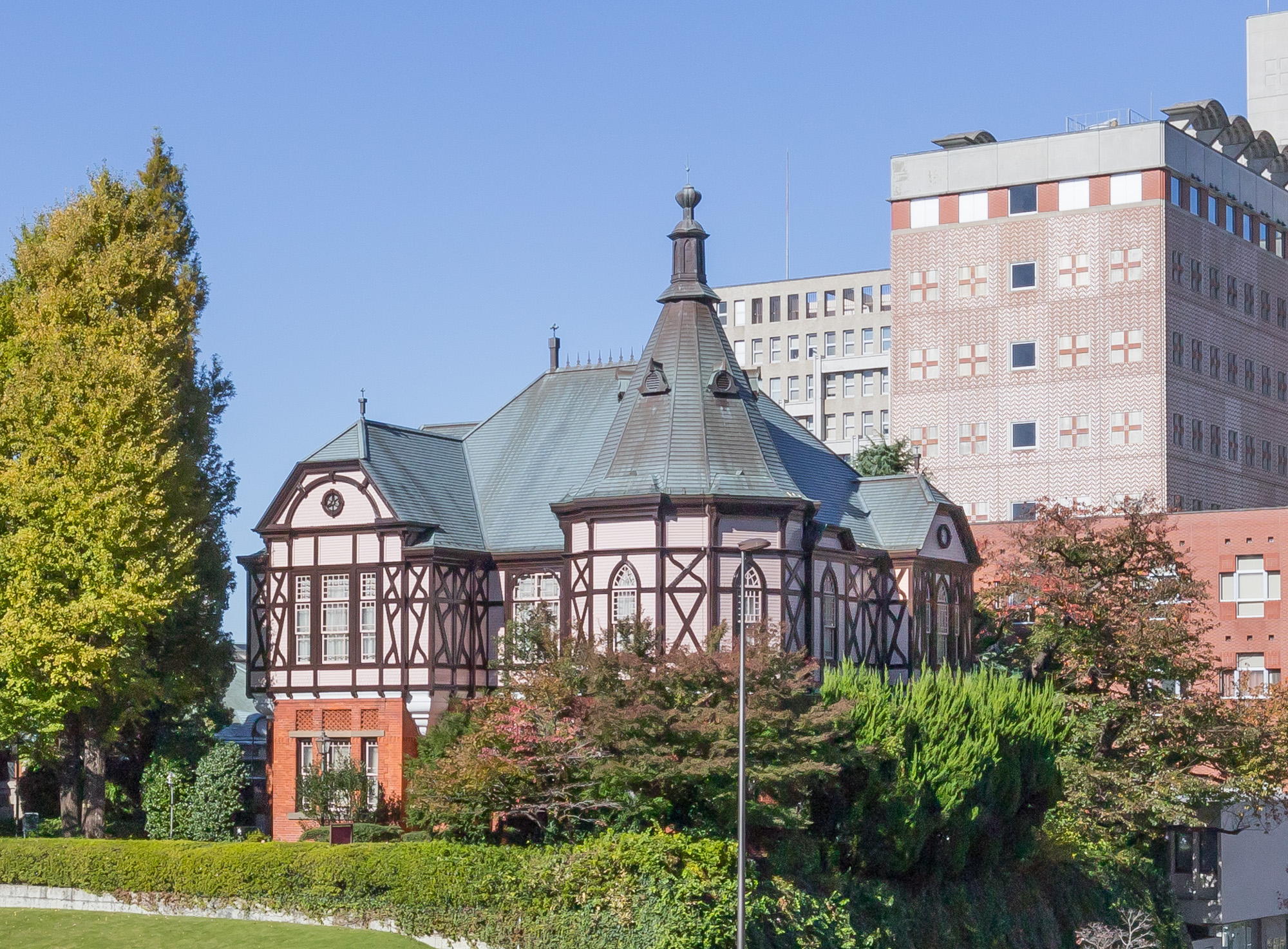
明治学院記念館

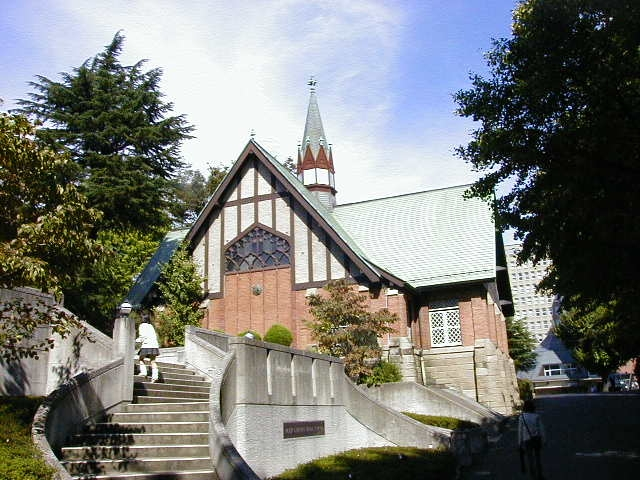
明治学院礼拝堂

  - 東京都港区「景観上重要な歴史的建造物等」
  - 明治20年、教師である宣教師のため築造された複数の住居棟の一つである。この建物に宣教師のウィリアム・インブリーが居住していたことから「インブリー館」と呼称され、都内最古の宣教師館である。
  - 国道1号の拡幅工事のため、1964年に現在地へ曳家移動を行った。
  - 現在は改装されて1階に小チャペルと2階に会議室[11]などがある。
- 明治学院記念館（1890年創建）
  - 設計者：H.M.ランディス（推定）
  - 東京都港区有形文化財
  - 東京都港区「景観上重要な歴史的建造物等」
  - 明治東京地震（1894年）の後に2階部分を木造に改築した。
  - 国道1号の拡幅工事のため、インブリー館と同様に現在地へ曳家移動を行った。
  - 1階に明治学院歴史資料館展示室がある[12]。
- 明治学院礼拝堂（チャペル）（1916年創建）
  - 設計者：W.M.ヴォーリズ
  - 東京都港区有形文化財
  - 東京都港区「景観上重要な歴史的建造物等」
  - 1931年から1934年にかけて両袖部分を拡張した。
  - 第二次世界大戦の名残として、奉戴殿の跡が残っている。
  - 西側に明治学院校歌碑（島崎藤村自筆）が設置されている。

## 沿革

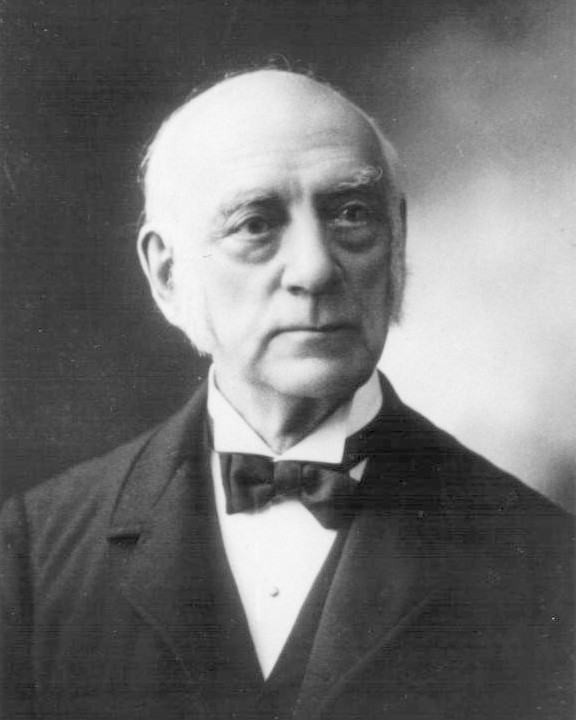
J. C. ヘボン

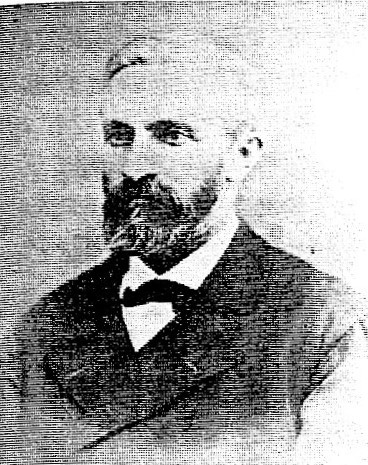
J. H. バラ

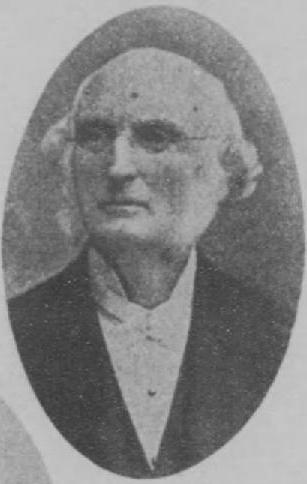
S. R. ブラウン

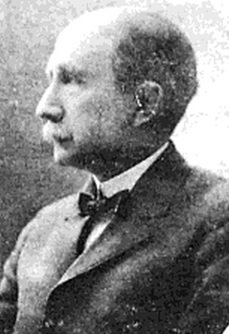
W. インブリー

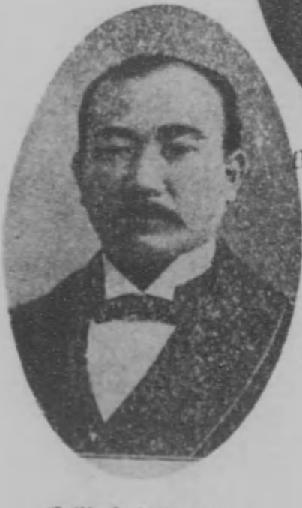
井深梶之助

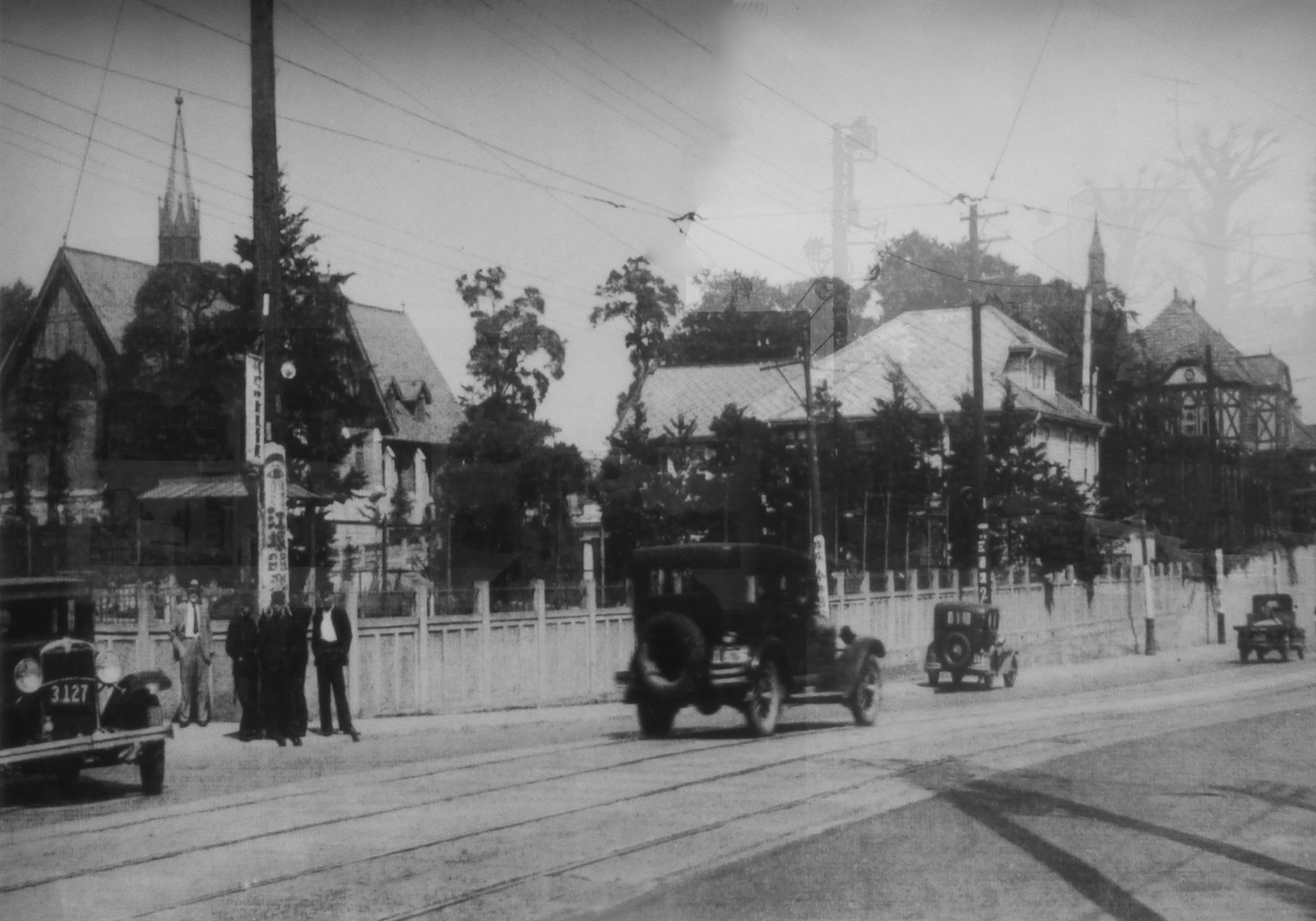
明治学院前（1927年）

（沿革節の主要な出典は公式サイト）

### 略歴
明治学院の起源は1863年にジェームス・カーティス・ヘボンが横浜に開いた「ヘボン塾」である（のちに男子部は明治学院、女子部はフェリス女学院となる）。ヘボン塾は1880年に築地へと移転し、「築地大学校」と改称されてカレッジ・コースが設置された。1883年には横浜の先志学校を併合して「一致英和学校」と改称され、大学と予備科を整える学校となった。後に予備科は神田淡路町へ移転し、「英和予備校」となった。
1877年にアメリカ長老教会、アメリカ・オランダ改革派教会、スコットランド一致長老教会の3会派が協力して「東京一致神学校」を設立。
1886年には、一致英和学校、英和予備校、東京一致神学校の3校が合併して「明治学院」となることを決定、1887年に設立が正式に認可された。これにより、東京一致神学校が「明治学院邦語神学部」に、一致英和学校・英和予備校はそれぞれ「明治学院普通部本科・予科」へと名前を変え、キャンパスは荏原郡白金村（後に芝区白金今里町・現在の港区白金台）に設けられた。その後1902年に東山学院神学部を併合し、翌年神学部と高等学部が専門学校令により認可された。その一方で神学部教授植村正久と柏井園が教科書問題によって明治学院を去り、米国南長老ミッションも1901年以来の明治学院との関係を断って神戸神学校を設立するという出来事もあった。
第2代院長井深梶之助は明治末から大正初期にキリスト教主義連合大学の必要性を訴え、東京学院との合併前提の合同授業を行ったこともあったが、各校間の意見の隔たりは大きく、連合大学構想は実現しなかった。
1930年に神学部を分離し、東京神学社との合併により日本神学校を設立。太平洋戦争中の1944年には青山学院高等商業学部・文学部および関東学院高等商業部を併合して明治学院専門学校を設立した。
1949年、新制大学設置の認可を受けて明治学院大学が発足し、翌年廃校となった日本商科大学と善隣専門学校の学生を受け入れた。
1997年の明治学院創立120周年までは、明治学院の創立年を東京一致神学校の設立年である「1877年」と定めており、校史編纂などの周年記念事業も全てそれに従って実施していた。その後、学院長提案によって、創立年をヘボン塾の開設年である「1863年」に改めた。

### 年表
- 1863年（文久03年） - ヘボン夫妻が横浜に英学塾を開設。
- 1877年（明治10年）9月 - アメリカ長老教会、アメリカ・オランダ改革教会及びスコットランド一致長老教会の3教会合同による東京一致神学校が築地居留地に設立された。
- 1880年（明治13年）4月 - ヘボン塾が築地居留地に移転して築地大学校と改称した。
- 1883年（明治16年）9月 - 築地大学校が横浜の先志学校を併合して東京一致英和学校と改称した。
- 1885年（明治18年） - 東京一致英和学校にベースボール部が創部[14]。
- 1886年（明治19年）6月 - 東京一致神学校、東京一致英和学校及び英和予備校を合併して、名称を「明治学院」とした。
- 1887年（明治20年）1月 - 東京府から私立明治学院の設置が認可され、荏原郡白金村今里（後に芝区白金今里町→港区芝白金今里町。現在の同区白金台）に開校。専門学部、邦語神学部（神学部）を設置。これが現在の白金キャンパスである。
- 1890年（明治23年）5月 - 教授のウィリアム・インブリーがベースボールの試合中に、対戦する第一高等中学校の学生の襲撃で負傷するインブリー事件が発生。
- 1891年（明治24年）12月 - 学院憲法・職制制定。
- 1894年（明治27年）1月 - 専門学部を高等学部に名称変更。
- 1901年（明治34年）7月 - 米国南長老ミッションが明治学院理事会に加わる[15]。
- 1902年（明治35年）4月 - 東山学院神学部を合併。
- 1903年（明治36年）
  - 11月 - 神学部と高等学部が専門学校令により認可される[16]。
  - 12月 - 神学部教科書問題により植村正久と柏井園が辞任し、翌年東京神学社を設立[17]。
- 1905年（明治37年）3月 - 財団法人認可。
- 1906年（明治39年）6月 - 島崎藤村に校歌作詞を依頼。
- 1907年（明治40年）
  - 3月 - 校歌を正式発表[18]。
  - 6月 - 南長老ミッションが明治学院との関係を断ち、富田満、賀川豊彦らは神戸神学校に転校する[19]。
- 1909年（明治42年）10月 - 井深梶之助、日本基督宣教開始五十年記念会で「基督教教育の前途」と題する演説を行い、キリスト教主義連合大学の必要性を訴える[20]。
- 1911年（明治44年）9月21日 - ヘボン館焼失（ヘボン博士死去同日）。
- 1913年（大正02年）4月 - 明治学院高等学部と東京学院が合同授業を開始（1917年まで）[注釈 1]。
- 1917年（大正06年）4月 - 高等学部に商業科、文芸科、英語師範科を設置。
- 1924年（大正13年）4月 - 神学部が豊多摩郡淀橋町角筈に移転。
- 1925年（大正14年）5月 - 井深ホール竣工（1979年解体）[22][23]。
- 1926年（大正15年/昭和元年）4月 - 文芸科と英語師範科を英文科に統合。
- 1928年（昭和03年）4月 - 高等学部を高等商業部、高等学部（社会科、英文科）に改組。
- 1930年（昭和05年）4月 - 日本神学校の設立に伴い神学部廃止。
- 1934年（昭和09年）4月 - 社会科を社会事業科と改称。
- 1935年（昭和10年）7月 - 総理を学院長と改称。
- 1938年（昭和13年）10月 - 奉安所を設置（終戦後廃止）。
- 1940年（昭和15年）4月 - 高等学部に東亜科を設立。
- 1941年（昭和16年）2月 - 学友会を解散し、報国隊を結成。
- 1942年（昭和17年）3月 - 社会事業科を厚生科と改称。
- 1944年（昭和19年）4月 - 戦時統合により、青山学院高等商業学部・文学部と関東学院高等商業部を明治学院に吸収統合し明治学院専門学校開設。
- 1946年（昭和19年）4月 - 東亜科を文科と改称。
- 1949年（昭和24年）4月 - 明治学院大学の設置が認可される。文経学部第一部（英文学科・社会学科・経済学科）と文経学部第二部（同）を開設。
- 1950年（昭和25年）6月 - 日本商科大学と善隣専門学校の閉校に伴い学生を受け入れる。
- 1951年（昭和26年）3月 - 学校組織を財団法人から学校法人に改める。旧制明治学院専門学校廃止。
- 1952年（昭和27年）3月 - 白金海軍墓地の買収契約成立[24]。
- 1957年（昭和32年）
  - 1月 - 大学旧本館竣工。
  - 5月 - 学生ホール竣工。
- 1965年（昭和40年）4月 - 文学部社会学科を廃止して社会学部を置き、社会学科と社会福祉学科を設置する。文学部にフランス文学科を設置。文学部第二部社会学科を廃止し、社会学部第二部社会学科を設置。
- 1966年（昭和41年）
  - 4月 - 法学部法律学科及び法学部第二部法律学科を設置。
  - 8月 - ヘボン館竣工。
- 1985年（昭和60年）4月 - 横浜校舎開校。
- 1986年（昭和61年）4月 - 国際学部国際学科設置。国際学部棟献堂式挙行。
- 1990年（平成02年）4月 - 文学部芸術学科、心理学科及び法学部政治学科設置。
- 1993年（平成05年）2月 - 大学新本館（第1期）竣工。
- 1996年（平成08年）4月 - 経済学部商学科、経済学部第二部商学科を経営学科に名称変更。
- 1998年（平成10年）4月 - 明治学院歴史資料館を開設[12][25]。
- 2000年（平成12年）4月 - 法学部に昼夜開講制の消費情報環境法学科新設。社会学部社会学科及び社会福祉学科は昼夜開講制となる。
- 2001年（平成13年）3月 - パレットゾーン白金の献堂式を挙行[26][27]。
- 2004年（平成16年）4月 - 文学部心理学科を心理学部心理学科に改組、法科大学院設置
- 2006年（平成18年）4月 - 経済学部に国際経営学科新設。第二部、昼夜開講制（夜間部）の学生受入れ停止。
- 2010年（平成22年）4月 - 心理学部教育発達学科新設
- 2011年（平成23年）4月 - 国際学部に国際キャリア学科を設置
- 2012年（平成24年）5月 - 法科大学院の学生募集を2013年度から停止すると発表[28]
- 2013年（平成25年） - 創立150周年を迎える。
- 2015年（平成27年）4月 - 大学院「法と経営学研究科」を設置。
- 2016年（平成28年）4月 - 大学院「心理学研究科」に教育発達学専攻を設置。
- 2017年（平成29年）4月 - 法科大学院廃止[29]。
- 2018年（平成30年）4月 - 法学部にグローバル法学科を設置。
- 2024年（令和06年）4月 - 初の理系学部「情報数理学部」を横浜キャンパスに新設[30][31]。

## 教育および研究

### 学部
- 文学部
  - 英文学科[注釈 2]
    - イギリス文学コース
    - アメリカ文学コース
    - 英語学コース

  - フランス文学科
  - 芸術学科[注釈 3]
- 経済学部
  - 経済学科[注釈 4]
    - ポリシー・アナリシスコース
    - 企業・制度デザインコース
    - グローバル・スタディーズコース

  - 経営学科
  - 国際経営学科：2年次に3か月～半年間程度の海外留学を行う。
- 社会学部
  - 社会学科[注釈 5]
    - 文化とメディアコース
    - 生命とアイデンティティコース
    - 環境とコミュニティコース

  - 社会福祉学科[注釈 6]
    - ソーシャルワークコース
    - 福祉開発コース
- 法学部
  - 法律学科
    - 法曹コース

  - 消費情報環境法学科
  - 政治学科
  - グローバル法学科
- 国際学部
  - 国際学科
  - 国際キャリア学科
- 心理学部
  - 心理学科
  - 教育発達学科
    - 児童発達コース
    - 特別支援コース
    - 国際教育コース
- 情報数理学部（2024年4月開設）[注釈 7]
  - 情報数理学科
    - 数理・量子情報コース
    - AI・データサイエンスコース
    - 情報システム・セキュリティコース

### 研究科
- 文学研究科
  - 英文学専攻
  - フランス文学専攻
  - 芸術学専攻
- 経済学研究科
  - 経済学専攻
  - 経営学専攻（博士後期課程のみ）
- 社会学研究科
  - 社会学専攻
  - 社会福祉学専攻
- 法学研究科
  - 法律学専攻（博士後期課程のみ）
- 心理学研究科
  - 心理学専攻
    - 心理学コース
    - 臨床心理学コース（日本臨床心理士資格認定協会指定大学院・第1種指定）

  - 教育発達学専攻（修士課程のみ）
- 国際学研究科
  - 国際学専攻
- 法と経営学研究科
  - 法と経営学専攻（修士課程のみ）

### 附属機関
- 大学付属機関
  - キリスト教研究所
  - 国際平和研究所
  - 教養教育センター
- 学部付属機関
  - 心理学部付属研究所（心理学部）
  - 言語文化研究所（文学部）
  - 産業経済研究所（経済学部）
  - 社会学部付属研究所（社会学部）
  - 法律科学研究所（法学部）
  - 国際学部付属研究所（国際学部）
  - 教養教育センター付属研究所（教養教育センター）

### 事務局
- 総合企画室（企画・教育研究支援、広報、社会連携）
- 学長室
- 自己点検推進室
- 総務部
- 管財部
- 経理部
- 人事部
- 教務部
- 学生部
- 広報室
- キリスト教センター
- 宗教部
- キャリアセンター
- ボランティアセンター
- 国際センター
- 情報センター
- 総合支援室（健康支援センター、学生相談センター、学生サポートセンター）
- 大学院事務室
- 入試センター
- 校友センター
- 図書館
  - 遠山一行記念日本近代音楽館
- 横浜管理部
- ハラスメント相談支援センター

#### 私立大学学術研究高度化推進事業
- 学術フロンティア推進事業
  - 国際学部付属研究所（アジア・太平洋地域の社会変動）

### 教育

#### 学習支援
- キリスト教学に関する科目（1年間）が全ての学部学科において必修となっている。

#### 研究支援
- サバティカル制の実施：教員は7年目毎に1年間の研究（有給）休暇が与えられ、一切の学内業務が免除される。6日間働いた後、7日目は安息日とする旧約聖書の安息日に由来する制度である。
- 専任の若手研究者を対象として、1年間の海外留学の支援を行なっている。

#### 文科省に採択された教育プロジェクト
- 特色ある大学教育支援プログラム
  - 大学教育における社会参画体験の取込と実践（2003年採択）
- 法科大学院等専門職大学院形成プログラム
  - 遠隔授業システムとITを活用した実務教育（2004年採択）
  - 公設法律事務所を活用した臨床法学教育（2004年採択、國學院大學・東海大学・獨協大学と共同プロジェクト）
- 現代的教育ニーズ取組支援プログラム
  - 都市部における地域社会の活性化への取組（2005年採択）
- 質の高い大学教育推進プログラム（教育GP）
  - 心理支援論：心理学教育の新スタンダード（2008年採択）
- MGアライアンスによる循環型キャリア教育
  - 教育理念「Do for Others（他者への貢献）」のもとに、大学（教職員）、卒業生（校友）、企業関係者（実務家）がMGアライアンスを形成し、本学学生が社会で就業するにあたり必要な能力を一体となり養成する（2010年採択）
- 地（知）の拠点大学による地方創生推進事業（COC+）
  - 持続的地方創生共同体形成プログラム：若者定着県域総ぐるみ計画（2015年度採択。共愛学園前橋国際大学、高崎商科大学、上武大学との共同事業）

教育連携・ボランティア・サティフィケイト・プログラム
- 定められた以上の時間にボランティア活動に参加することと、プログラム指定科目から定められた以上の単位を修得することとにより、「サティフィケイト（修了証）」を取得することができる。（2016年度より実施）

#### 高大連携プロジェクト
- 高等学校生徒科目等履修生規程に基づいて、2001年度より高大連携の協定を結んだ高校の生徒を履修生として各学部に受け入れている。
- 捜真女学校高等学部、玉川聖学院高等部、横浜英和女学院中学高等学校、東京都立目黒高等学校と教育連携協定を結び、高大連携を進めている。
- 一部の学科では、指定校推薦等で入学手続きをした者を対象に、通信教育や大学内での授業等で入学前教育を行なっている。

## 大学関係者と組織

### 大学関係者一覧
- 明治学院大学の人物一覧

## 施設

### 白金キャンパス
- 使用学部：文学部・法学部・心理学部の3～4年次、経済学部・社会学部の2年次～4年次。
- 使用研究科：文学研究科、経済学研究科、社会学研究科、法学研究科、心理学研究科
- 使用附属施設：ヘボン館、礼拝堂、パレットゾーン白金など
- 敷地面積：39,530㎡
- 交通アクセス
  - バス：都営バス明治学院前停留所下車すぐ。国道1号沿線上。
  - 鉄道：地下鉄南北線・都営三田線白金台駅・白金高輪駅、都営浅草線高輪台駅から徒歩約7分。JR・京急本線品川駅から徒歩約17分。JR高輪ゲートウェイ駅から徒歩約13分。

敷地内に明治学院高等学校が併設されている。
- 本館（1993年竣工）
- 正門
- 2号館
- 3号館（手前）とヘボン館（奥）
- パレット・ゾーン（福利厚生棟）
- パレットゾーン白金

#### 高輪校舎

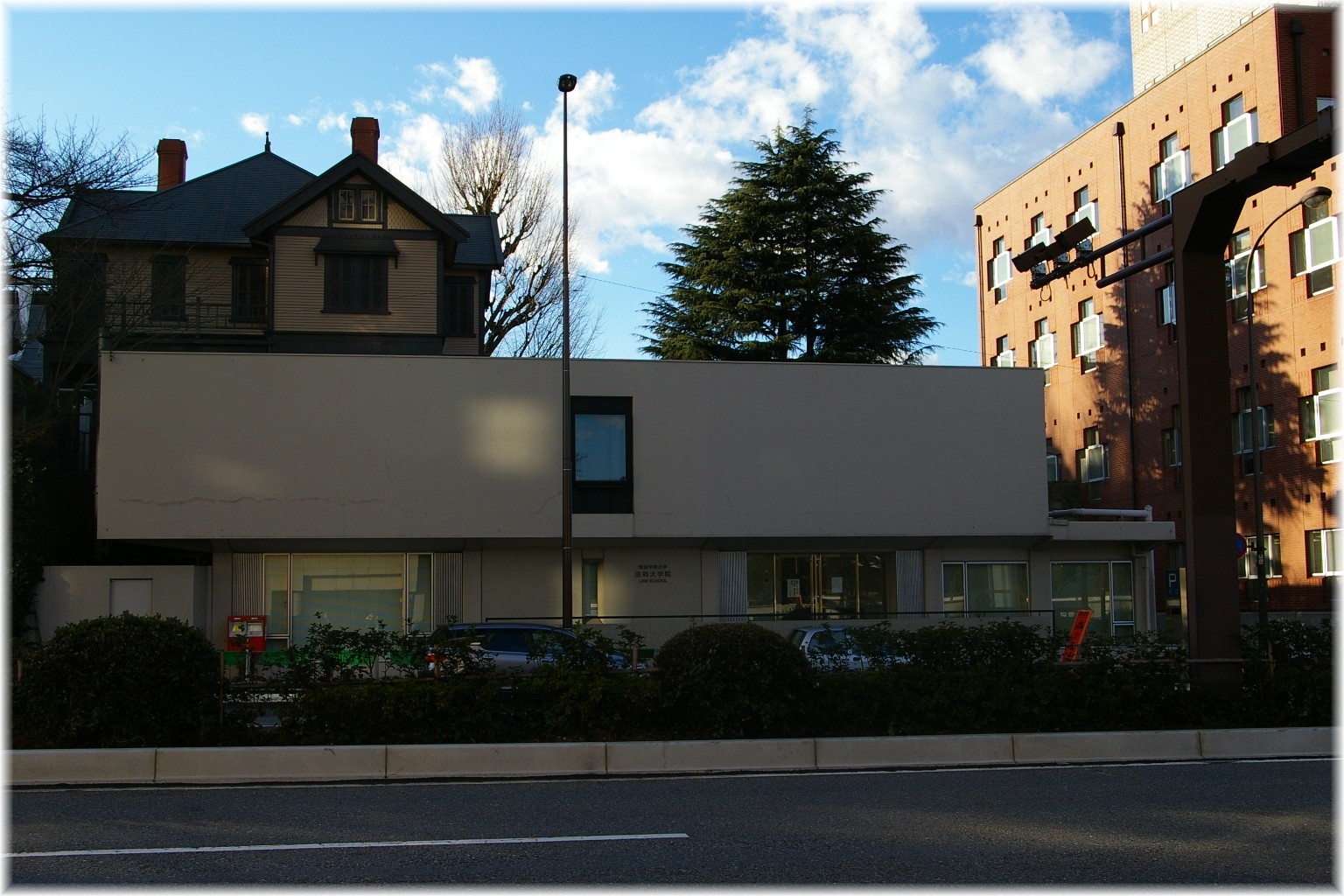
かつて存在した桂坂校舎

- 使用研究科：心理学研究科、法と経営学研究科、事務局の一部。
- 交通アクセス
  - 徒歩：白金校舎から5分。
  - バス：都営バス高輪警察署前停留所下車すぐ。

かつて、近隣に桂坂校舎（法科大学院専用）が存在したが、法科大学院の学生募集停止に伴い2014年度末をもって使用を終了した。

### 横浜キャンパス

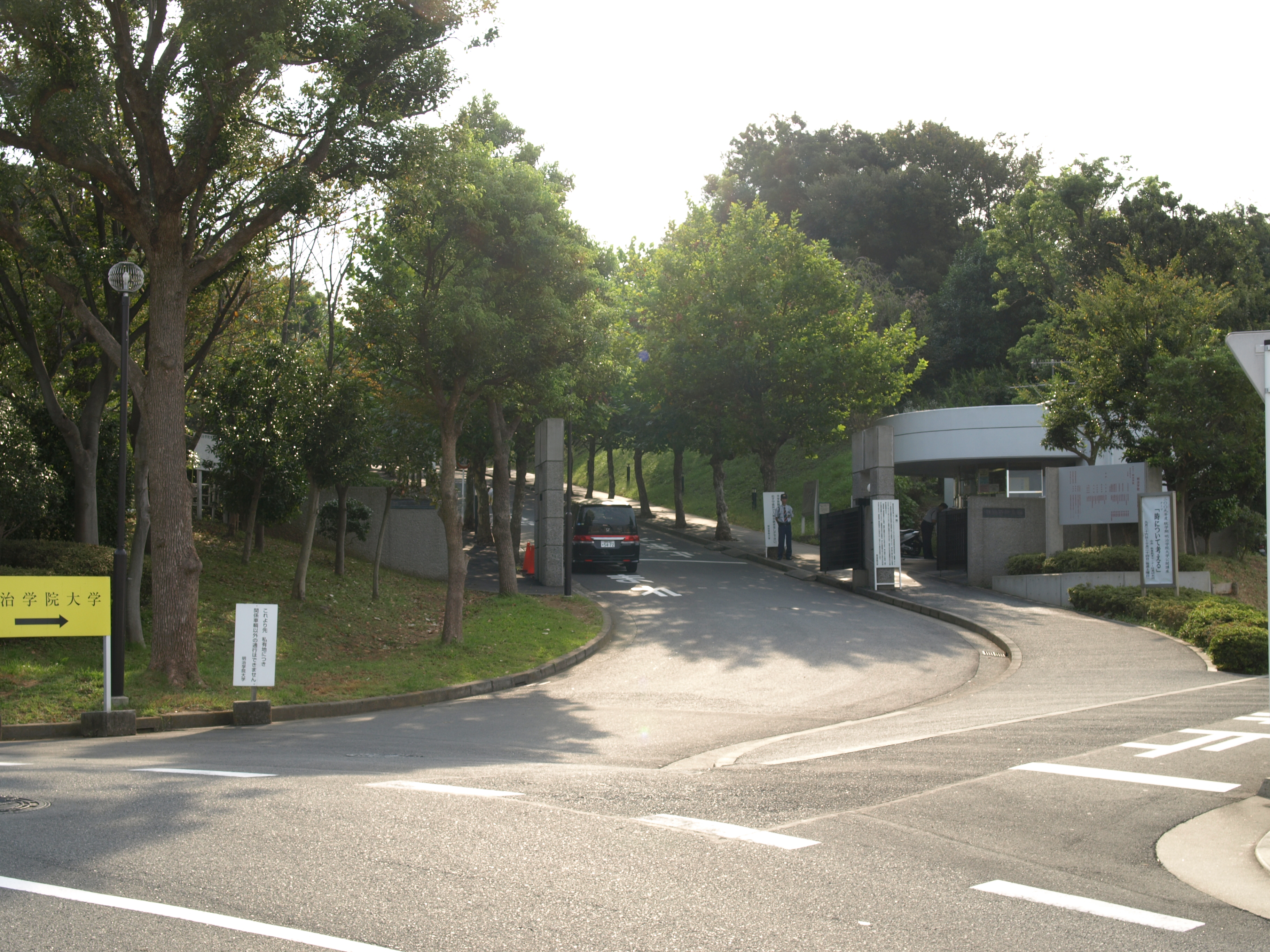
横浜キャンパス

- 使用学部：経済学部・社会学部の1年次、文学部・法学部・心理学部の1～2年次、国際学部、情報数理学部
- 使用研究科：国際学研究科
- 使用附属施設：情報センター、図書館、体育館、チャペルなど
- 敷地面積：201,576㎡
- 交通アクセス：JR・横浜市営地下鉄ブルーライン戸塚駅東口、江ノ電バス明治学院大学正門停留所・明治学院大学南門停留所下車すぐ。

グラウンドや体育館など体育施設を有し、体育系サークルの多数が拠点としている。

## 学生生活

### 禁煙キャンペーンの実施
2004年よりキャンパス内の禁煙キャンペーンが展開されている。運動としては禁煙経験の紹介、「禁煙チャレンジ学生の募集」「パンフレットの配布」「禁煙バッチの配布」などを行っている。キャンパス内の分煙化推進も行っているが、学生の自主性を尊重する趣旨から、喫煙の全面的禁止などは見送られている。

### 学園祭
各校舎ごとに、「白金祭」（50年以上の歴史を持つ。白金校舎・例年11月初旬）、「戸塚まつり」（1997年に誕生。横浜校舎・例年5月中旬～下旬）が開催されている。
「戸塚まつり」はエコがテーマである。

### スポーツ
大学当局は学生スポーツに対する直接的な支援は避けてきたが、2005年より「明学スポーツを強くするプロジェクト」と銘打ち、特定のクラブに指導者の招聘を行うなどの支援を行っている。
強化クラブは以下に参照。

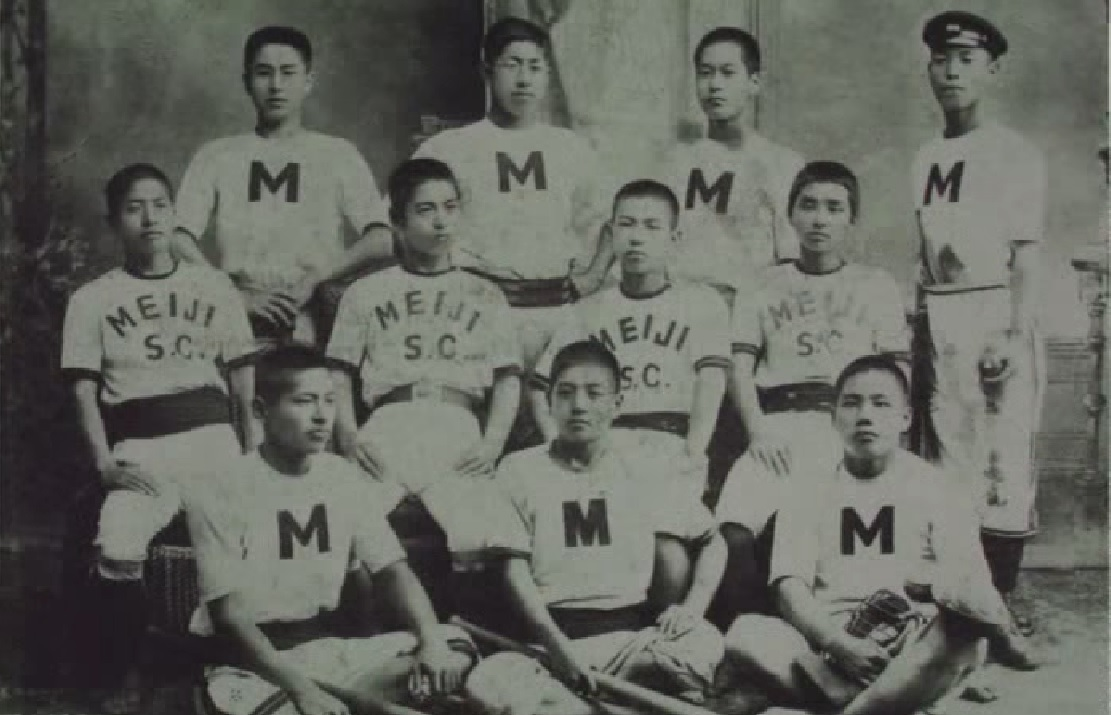
明治学院白金倶楽部（1894年）

- 体育会野球部（首都大学野球連盟2部に所属）は日本の野球の黎明期に東京大学とともにその牽引役を果たした。これを記念して2013年11月24日に神宮球場で、明治学院大学 対 東京大学戦が催された（3-2）[39]
  - かつて1部リーグで2度優勝したほか、通算本塁打の大学野球記録26本を持つ森山正義（2005年7月より野球部監督[40]）はドラフトで指名されて阪神入りした。1990年度入部組までは特別な推薦枠があった。
- 体育会ラグビー部（2014年度に限り関東大学ラグビー対抗戦グループAグループに所属していた。）
- 体育会男子ラクロス部（関東学生ラクロスリーグ戦1部に所属）
- 体育会サッカー部（東京都大学サッカーリーグ戦1部に所属）
  - 第42回総理大臣杯全日本大学サッカートーナメントにおいてベスト8（準々決勝進出）の成績を収めた。
- 体育会アメリカンフットボール部（関東学生アメリカンフットボールリーグ戦2部に所属）
- 体育会男子バスケットボール部（関東大学バスケットボール連盟4部Dに所属）
  - 在籍していた中村邦彦は卒業後、1964年東京オリンピック日本代表にも選ばれた。
- チアリーディング部
  - チアリーディング部は全国大会に出場している[要出典]。

## 対外関係

### 他大学との協定
- 山手線沿線私立大学図書館コンソーシアム加盟
- 横浜市内大学図書館コンソーシアム加盟。横浜市内大学間単位互換制度への参加。
- 芝浦工業大学、共愛学園前橋国際大学との連携
- 東呉大学と交流協定加盟

### 日本国外の大学との協定
学内選考（外国語能力、単位取得状況、面接等）および留学先の学力基準を満たすことにより、協定締結校と相互留学が可能。また一部の学科ではダブルディグリー（二重学位）の取得が可能。
- カリフォルニア大学（アメリカ）
- サンフランシスコ州立大学（アメリカ）
- ハンブルク大学（ドイツ）
- ホープカレッジ（アメリカ）
- エクス＝アン＝プロヴァンス政治学院（フランス）
- ほか

## 社会との関わり
- 他のミッション系大学と同様、12月25日を「降誕日」として大学が定める休日に指定しているが、お盆期間中の一斉休暇など、キリスト教由来でない行事も一般的に取り入れている[41]。
- 東京都港区からの業務委託を受けて2007年4月期よりチャレンジコミュニティ大学を開講した。これは、地域活動のリーダーとなる人材を養成することを目的としている[42][43]。
- 小諸市にゆかりの深い島崎藤村が、明治学院の第1期卒業生であるというつながりから、長野県小諸市と明治学院大学は、文化、産業、教育、学術等の分野で相互に協力し、相互の発展と人材の育成に寄与することを目的として、2006年（平成18年）8月22日、「協働連携に関する基本協定」を締結した。[44]
- 静岡県と就職支援協定を締結し、静岡県内の企業へのUIJターン就職を促進している。

## 系列校
学校法人明治学院の設置する学校であり、大学の「附属学校」ではない。

### 高等学校
明治学院大学への推薦入学制度がある。
- 明治学院高等学校（東京都港区）
- 明治学院東村山高等学校（東京都東村山市）

### 中学校
- 明治学院中学校（東京都東村山市）
  - 卒業後はほぼ全員が「明治学院東村山高等学校」に進学する。
  - かつては港区白金台に学校があったが、1960年代に東村山市に移転した。